# Cminy
Cminy (ukr. Цміни) – wieś na Ukrainie, w obwodzie wołyńskim, w rejonie kamieńskim.
Znajduje się tu stacja kolejowa Czartorysk, położona na linii Sarny – Kowel.
Do 2020 w rejonie maniewickim.